# Via arterial
Via arterial é uma via que proporciona alta mobilidade para viagens de média e longa distância, com tráfego predominantemente de passagem. Distingue-se de via local, voltada ao acesso a propriedades e com tráfego local, e de via coletora, que adentra certas áreas — tipicamente residenciais, mas também industriais, recreativas, ou povoações rurais dispersas — e equilibra as funções de acesso e mobilidade, distribuindo o tráfego oriundo de vias arteriais para vias locais, ou coletando-o e transferindo-o para vias arteriais. As vias arteriais formam um pilar da rede viária e são projetadas para terem um nível de serviço relativamente alto.

## América do Norte e Europa

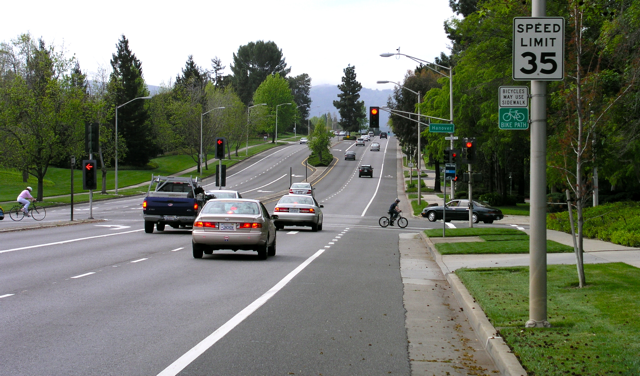
Page Mill Road em Palo Alto na Califórnia, uma típica estrada arterial em área suburbana nos Estados Unidos.

As vias arteriais geralmente são construídas para exercer essa função, mas também podem ser adaptadas a partir de vias preferenciais existentes. Na América do Norte, as interseções das vias arteriais com vias coletoras geralmente são em nível e possuem semáforos. Já na Europa, grandes rotatórias são mais comuns em cruzamentos movimentados.[carece de fontes?]
Embora a Administração Federal de Autoestradas e a AASHTO, nos Estados Unidos, definam padrões técnicos ideais para cada tipo funcional de via (que influenciam os padrões técnicos adotados no Brasil), esses padrões variam conforme as necessidades e valores das comunidades locais. Há sobreposições entre os padrões técnicos de diferentes tipos funcionais, e, além disso, atribuir função às vias não é uma ciência exata.

## Brasil
A importância funcional de uma via é proporcional ao volume de tráfego e à distância média percorrida pelos veículos. Em área rural, essa importância também é proporcional ao porte (demográfico, político ou econômico) das povoações atendidas pela via.
O DNIT usa o termo arterial para designar diferentes tipos de vias com função de mobilidade nos contextos urbano e rural.

### Sistema arterial rural
O sistema arterial rural proporciona alto nível de mobilidade para grandes volumes de tráfego, liga cidades e centros geradores de tráfego que atraem viagens longas, fornece acesso a áreas desenvolvidas e densamente povoadas a distâncias razoáveis — viabilizado por espaçamento adequado — e integra municípios, estados e países vizinhos. O sistema se divide em:
- Sistema arterial principal rural: liga cidades com mais de 150 mil habitantes e atende às viagens internacionais e inter-regionais (entre as regiões do Brasil). Essas vias geralmente têm alto padrão técnico e alta velocidade, correspondendo às classes de projeto 0 (controle de acesso total), IA (pista dupla e controle de acesso parcial) ou IB (pista simples de alto padrão).[3]
- Sistema arterial primário rural: liga cidades com mais de 50 mil habitantes e atende às viagens inter-regionais e inter-estaduais.
- Sistema arterial secundário rural: liga cidades com mais de 10 mil habitantes e atende às viagens inter-estaduais.

### Sistema arterial urbano
O sistema arterial urbano atende à maior parte do tráfego rodoviário. As vias arteriais urbanas fornecem continuidade entre subdivisões urbanas, tais como bairros e vizinhanças residenciais, sem entrarem nelas como as vias coletoras, e geralmente têm nível de serviço e velocidade relativamente altos. São tipicamente projetadas para velocidades de 60 km/h em áreas com desenvolvimento urbano moderado, 50 km/h em áreas de alta densidade, e até 80 km/h em áreas pouco desenvolvidas, mas a velocidade de projeto também varia conforme a topografia. Suas interseções com vias arteriais e coletoras geralmente contam com semáforos ou rotatórias. Elas diferem das vias expressas urbanas por possuírem a maioria das interseções em nível, menor capacidade e velocidade, e algum grau de acesso a propriedades, além de geralmente não disporem de acostamento. Normalmente não incluem medidas de moderação de tráfego, que são mais típicas de vias coletoras e locais. Elas se dividem em duas subcategorias:
- Vias arteriais primárias urbanas: geralmente apresentam tráfego direto, percurso contínuo, restrições frequentes ao estacionamento e controle de acesso a propriedades para minimizar o atrito lateral, exercido por restrições aos retornos possíveis e por entradas/saídas com projeto especial nas vias de alta velocidade e, nas demais, por meio-fio vertical elevado, inibindo a transposição por veículos.
- Vias arteriais secundárias urbanas: distribuem o tráfego por áreas menores e oferecem maior acesso às propriedades, mas com mobilidade menor.

Os padrões técnicos mínimos modernos aplicam-se a novas vias e orientam a melhoria das vias existentes. Devido a restrições orçamentárias, algumas rotas escolhidas para transformação em vias arteriais urbanas podem incorporar partes do sistema de ruas atual. Com alguma frequência, vias urbanas coletoras e locais são usadas como arteriais, comprometendo a qualidade de vida local e causando sérios problemas para pedestres e para o atendimento às propriedades.

### Sistema arterial principal
O sistema arterial principal é composto por: vias arteriais principais rurais, vias expressas urbanas, e vias arteriais primárias urbanas. Esse sistema constitui os principais corredores de tráfego, fornece acesso direto aos principais geradores de tráfego, transporta grande parte do tráfego urbano e distribui tráfego oriundo de vias expressas. 

### Espaçamento
As vias do sistema arterial principal como um todo, independentemente do tipo, são tipicamente espaçadas entre si de 1,6 km em centros urbanos a 8 km em áreas suburbanas. Já as vias arteriais secundárias urbanas, que complementam o sistema arterial principal, são tipicamente espaçadas de 0,2 km em áreas centrais a 5 km nos subúrbios.

### Exemplos
Os exemplos a seguir ilustram a diversidade de características que vias arteriais podem apresentar no território brasileiro. Dependendo das condições e do contexto local, vias com padrão técnico inferior ou superior aos padrões modernos podem exercer função arterial.

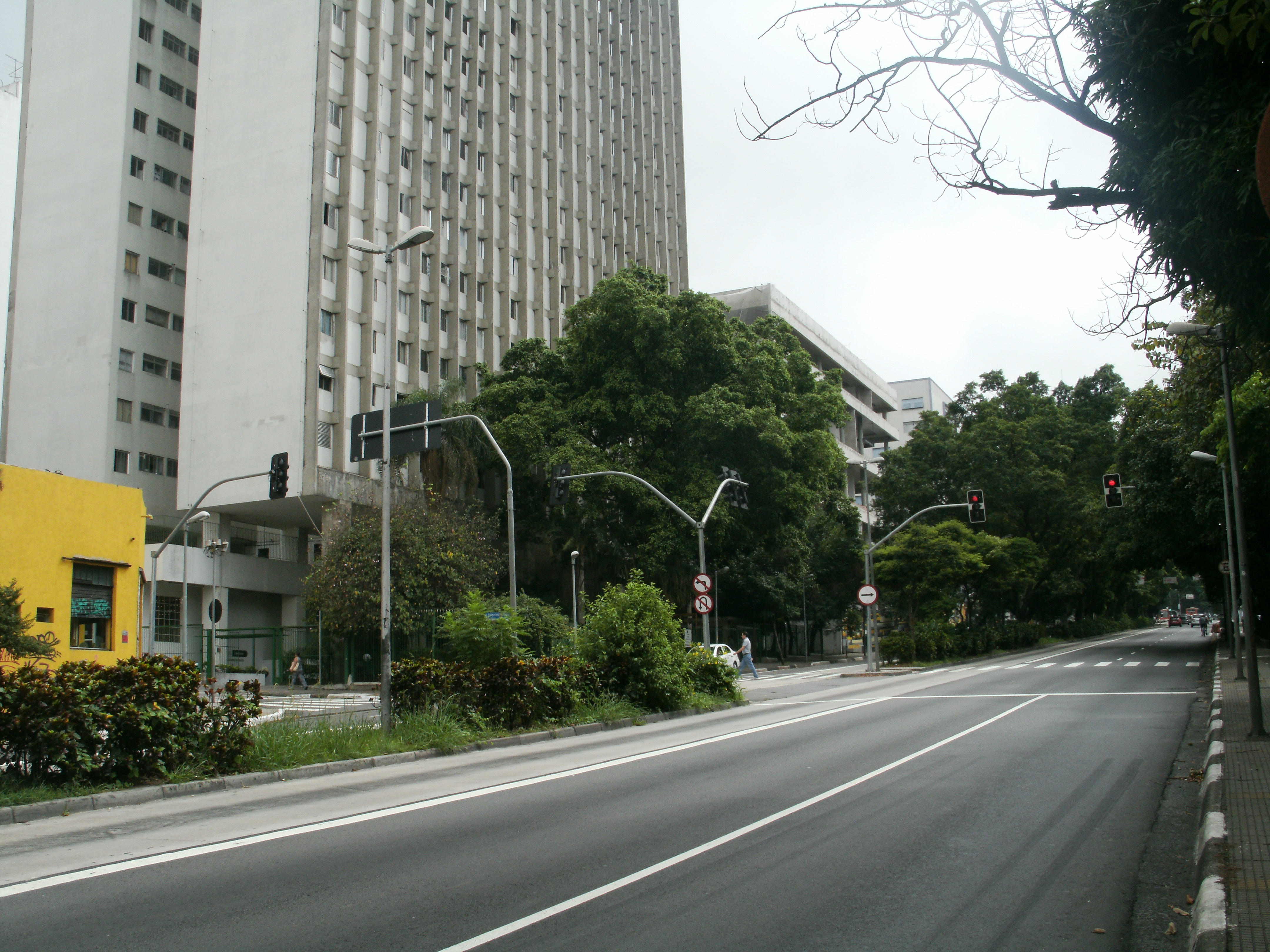
Avenida Rebouças em São Paulo, uma via arterial primária urbana.
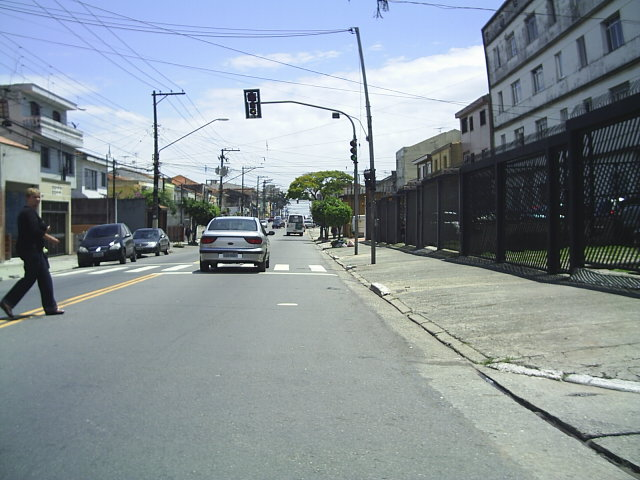
Avenida Sapopemba em São Paulo, uma via arterial secundária urbana.
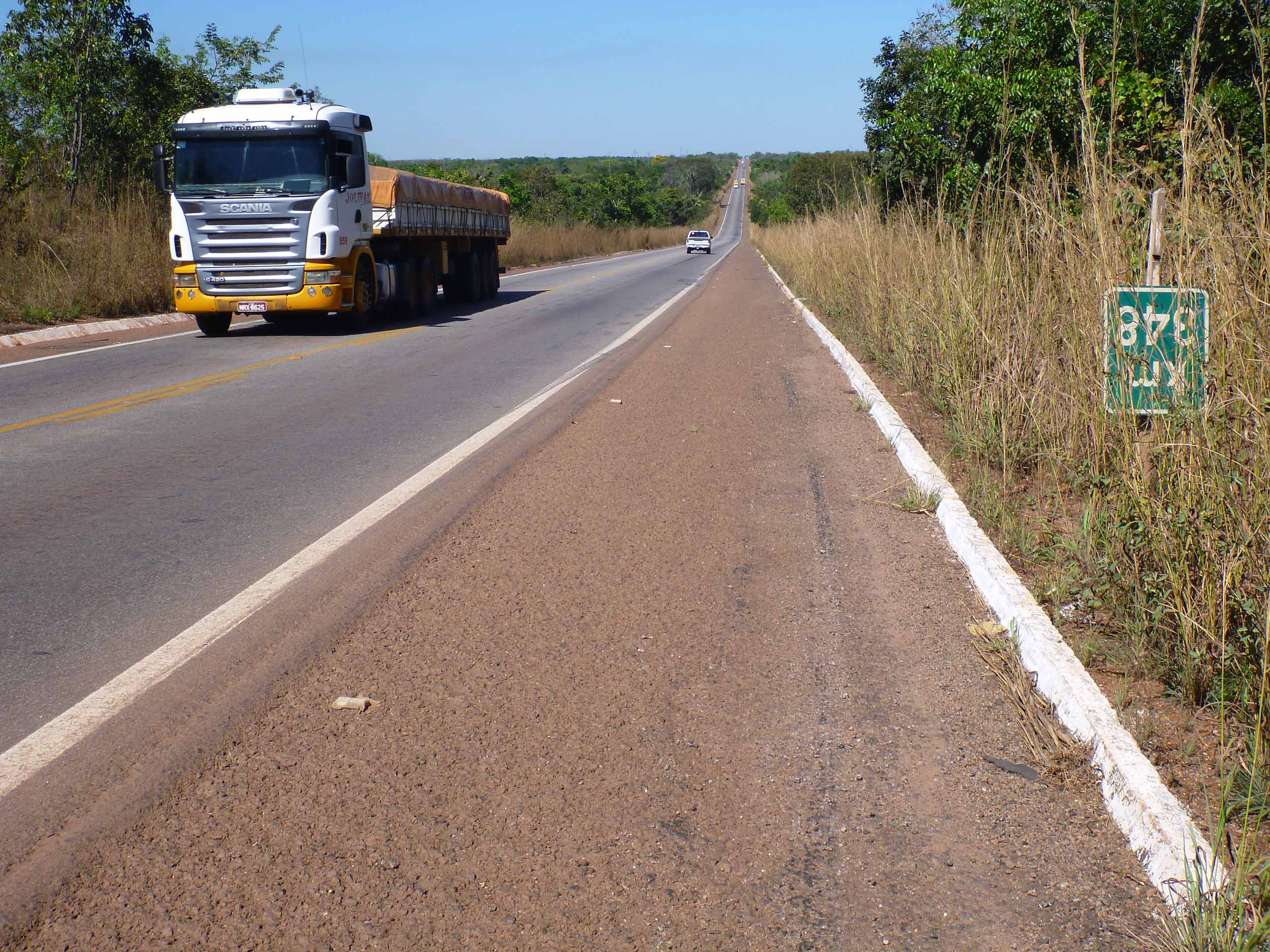
BR-153 em Tabocão no Tocantins, uma rodovia arterial rural numa região esparsa.
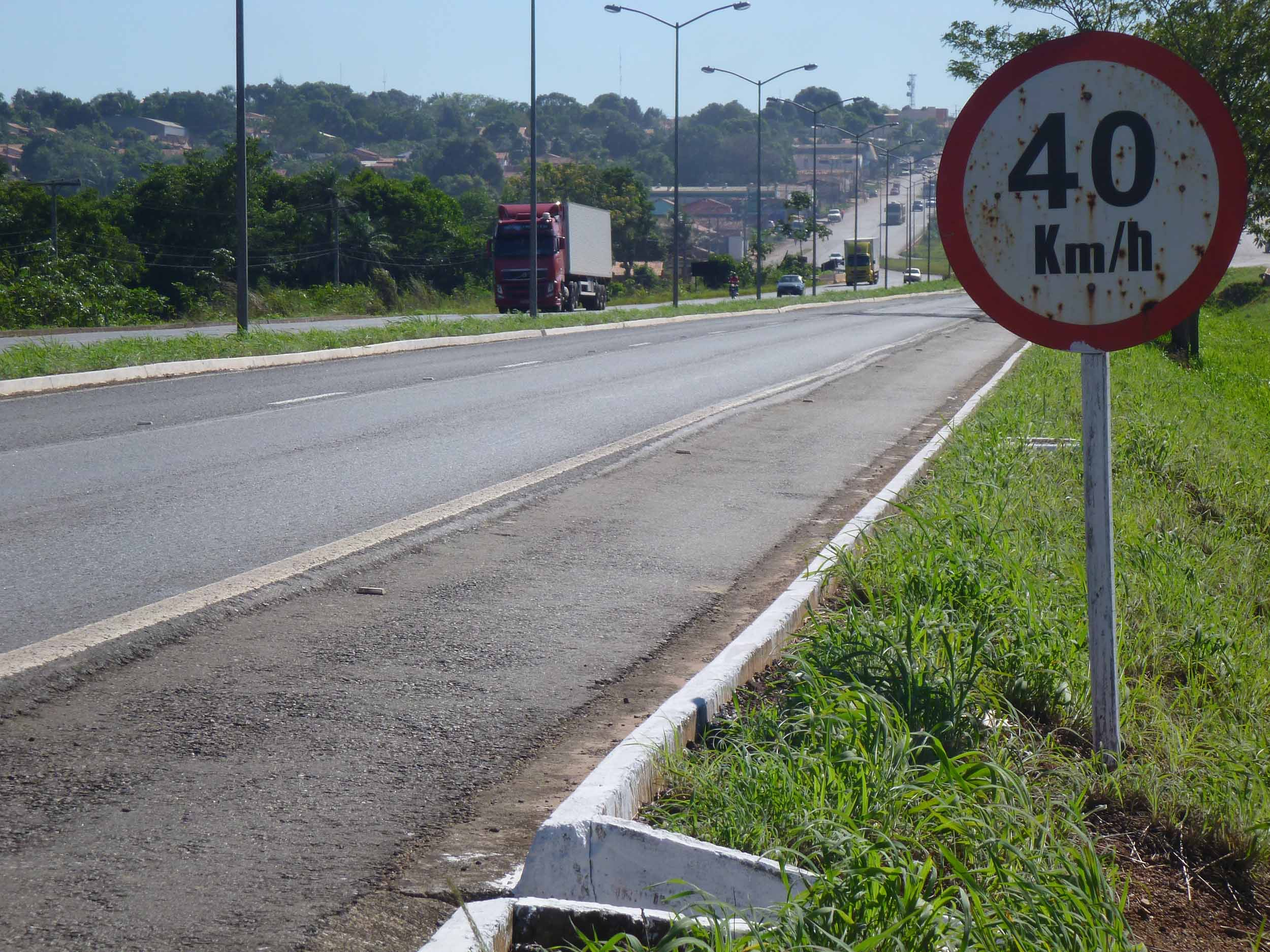
BR-153 em Araguaína no Tocantins, uma rodovia arterial rural num ponto de transição entre via expressa e travessia urbana.

## Impacto ambiental
Devido aos altos volumes de tráfego em velocidades moderadas, as vias arteriais geram quantidades significativas de poluição atmosférica, poluição sonora e escoamento superficial de poluentes hídricos.

## História
Na Idade Média, fortalezas e cidades muradas eram construídas com rotas de evasão que permitiam fuga ou ataques surpresa em caso de cerco. Essas vias por vezes formavam eixos visuais para estruturas importantes, como a Champs-Élysées para o Arco do Triunfo, a Straße des 17. Juni para o Portão de Brandemburgo e The Mall para o Palácio de Buckingham. Muitas delas deixaram de ser vias arteriais na definição moderna.[carece de fontes?]